# Петак тринаести 2
Петак тринаести 2 (енгл. Friday the 13th Part 2) је амерички хорор филм 1981. у режији Стива Мајнера, наставак оригинала из 1980, са Ејми Стил и Џоном Фјуријем у главним улогама. Први је филм, који као убицу представља Џејсона Ворхиса, који је убрзо прерастао у легенду хорор жанра. Џејсон се као мали дечак удавио у Кристалном језеру, али када је Алис у 1. делу убила његову мајку, Памелу Вурхис, Џејсон је устао из мртвих, како би се осветио Алис и свима који у дођу у Камп Кристалног језера.
Петак тринаести 2 је доживео велики успех због чега је убрзо снимљен и наставак под називом Петак тринаести 3.

## Радња
Два месеца након убистава у Кампу Кристалног језера, једина преживела, Алис, опоравља се од свог трауматичног искуства. У свом стану, када отвори фрижидер да би нахранила своју мачку, она затекне одрубљену главу госпође Ворхис, а тренутак касније непознати нападач прободе јој лобању шиљком за пробијање леда.
Пет година касније Пол Холт организује курс за обуку камповских васпитача на Кристалном језеру, у близини сада запечаћеног плаца на којем се налазио стари камп. Курс похађају Сандра, њен момак Џеф, Скот, Тери, Марк, Вики, Тед, Полова заменица Џини Филд и још неколико приправника. Прве вечери, око логорске ватре, Пол исприча осталима да тело Џејсона Ворхиса, дечака који се 1957. удавио у Кристалном језеру, никада није нађено, а да, након мистериозног убиства једине преживеле у покољу који се догодио пет година раније, градом кружи легенда, према којој је Џејсон преживео дављење и од тада живи у шуми Кристалног језера као пустињак, као и да се пре пет година осветио за убиство своје мајке, те да ће убити сваког на кога наиђе. Док Пол приводи своју причу крају, из шуме изненада искочи мушкарац са копљем и препадне све присутне, али се испостави да је у питању маскирани Тед. Пол увери сваког да је Џејсон мртав, нагласивши да су локалне власти забраниле приступ бившем Кампу Кристалног језера.
Исто вече Луди Ралф довезе се бициклом до језера да упозори групу, али га невиђени убица задави импровизованом гаротом иза дрвета. Следећег дана Џеф и Сандра се кришом одшетају до бившег Кампа Кристалног језера и тамо затекну раскомадани псећи леш пре него што их ухвати полицајац који је аутомобилом патролирао онуда. Полицајац их обоје врати натраг, упозоривши Пола да ће следећи ко буде тамо ухваћен бити приведен, уз могућност да и сам Пол буде ухапшен. Пол обећа полицајцу да ће лично казнити Џефа и Сандру. Враћајући се колима, полицајац спази човека маскираног врећом за кромпир како му претрчава пут и трчи у правцу забрањеног старог кампа. Полицајац појури за њим у шуму да га ухапси и налети на једну оронулу усамљену колибицу. Полицајац уђе у колибу да је претражи, али када отвори врата стражње просторије и ужасне се на призор који се не види на екрану, човек му се нечујно пришуња отпозади и убије га чекићем са расцепком у потиљак.
У кампу Пол понуди осталима последње вече за излазак у град пре него што обука почне. Скот, Тери, Марк и Вики својевољно прескоче излазак, док су Џеф и Сандра кажњени због искрадања. У кафићу се Тед и Џини уз пиво поново дотакну легенде о Џејсону, али Пол прекине расправу рекавши да је Џејсон само то: легенда. У међувремену нападач се појави у кампу и побије курсисте који су остали, једног по једног. Скот је преклан мачетом док виси наопачке о конопац Полове замке за дивљач у коју је случајно упао, а Тери је убијена на невиђено пошто примети да је Скот мртав. Марку, који је у инвалидским колицима након пада са мотоцикла, убица зарије мачету у лице, те овај падне са све колицима низ степениште. Убица се потом попне на спрат и прободе Џефа и Сандру Тедовим копљем док воде љубав, а напослетку убије и Вики кухињским ножем.
Пол и Џини врате се у камп по киши, оставивши за собом Теда и остале који су одлучили да остану у граду до касно у ноћ, али не налазе никога. У мраку убица заскочи Пола и настави да јури Џини по кампу, а потом кроз шуму, где она наиђе на оронулу колибу. Након што се забарикадира унутра, у стражњој просторији затекне импровизовани олтар са одрубеном главом Џејсонове мајке, окружен упаљеним свећама и хрпом лешева. Схвативши да је убица Џејсон, она обуче џемпер његове мајке, те покуша да убеди Џејсона да је она његова васкрсла мајка. Трик накратко упали, све док Џејсон не види да је глава његове мајке и даље на олтару. Пол се изненада појави и покуша да спасе Џини, али га Џејсон савлада. Таман када Џејсон прионе да докрајчи Пола крампом, Џини дохвати мачету и зарије је у Џејсоново раме, наизглед га убивши.
Пол и Џини врате се у своју колибу и чују неког напољу. Мислећи да их је Џејсон пратио, Пол отвори врата, да би на вратима затекли Терину керушу Мафин. Таман када одахну, демаскирани Џејсон бане кроз прозор отпозади и зграби Џини. Она се потом пробуди док је уносе у амбулантна кола, дозивајући Пола, чија је судбина остала непозната.

## Снимање
Филм је сниман у Конектикату. Градске сцене снимане су у градићу Њу Престону. Кафић у ком су снимане сцене вечерњег изласка изгорео је у пожару 1989.

## Музика
Као и за оригинални филм, музику је у целости компоновао Хари Манфредини. У филму је коришћена и једна тема из првог дела.

## Улоге
| Глумац            | Улога                   |
| ----------------- | ----------------------- |
| Ејми Стил         | Џини Филд               |
| Џон Фјури         | Пол Холт                |
| Стив Деш          | Џејсон Вoрхис           |
| Ворингтон Џилет   | Џејсон Вoрхис без маске |
| Волт Горни        | Луди Ралф               |
| Сту Чарно         | Тед                     |
| Лорен-Мари Тејлор | Вики                    |
| Марта Кобер       | Сандра Дајер            |
| Бил Рандолф       | Џеф                     |
| Том Макбрајд      | Марк                    |
| Керстен Бејкер    | Тери                    |
| Расел Тод         | Скот                    |
| Ејдријан Кинг     | Алис                    |
| Бетси Палмер      | Памела Ворхис           |
| Џек Маркс         | Винслоу                 |
| Клиф Кадни        | Макс                    |